# Vlag van Oenkerk

Vlag van Oenkerk

De vlag van Oenkerk is de dorpsvlag van het Nederlandse dorp Oenkerk, in de Friese gemeente Tietjerksteradeel. De vlag werd in 1984 geregistreerd.
Bij gemeenteraadsbesluit van 22 november 1984 zijn een wapen en een vlag vastgesteld voor de 16 dorpen van de gemeente Tietjerksteradeel. Het ontwerp van de vlag is van de hand van Piet Bultsma.

## Beschrijving
De beschrijving van de vlag is als volgt:
Een witte vluchtkeper tot aan de broek; de benen - tegen de boven- en onderkant - 1/5 van de vlaghoogte breed; de driehoeken rood; de vlucht geelgroen; in de hijstop in rood een gele bloem van de wilde tulp, met drie brede en drie smalle kelkbladen.
De kleuren zijn afkomstig van het dorpswapen.

## Symboliek
- Keper: verwijst naar de toren van de plaatselijke Mariakerk en naar de bebouwing van het dorp.[2]
- Bloem van wilde tulp: staat symbool voor de twee buitenplaatsen in het dorp, de Stania State en de Heemstra State. De wilde tulp is namelijk een stinsenplant die vaak aangetroffen wordt in de tuinen van buitenplaatsen.[2]

## Zie ook

Wapen van Oenkerk